# Browning HP
La Browning Hi-Power (o HP35 o anche conosciuta come FN GP35) è una pistola semiautomatica a corto rinculo tipo Browning ad azione singola, camerata per il 9 mm Parabellum e sviluppata partendo dall'ultimo progetto di John Browning, del 1925 (21-25). È stata la pistola di ordinanza di numerosi eserciti e polizie dal primo dopoguerra, ed è tuttora in servizio in alcuni di questi. Venne largamente usata nella seconda guerra mondiale da entrambe le parti, ed è una tra le prime pistole dotate di caricatore bifilare (con cartucce disposte su due file), per aumentare la capacità (il numero di colpi disponibili): soluzione usata in precedenza solo sulla Mauser C96, che però aveva un serbatoio fisso (ricaricabile manualmente o con stripper clip) e non un caricatore estraibile.

## Storia
Nel 1911, la Automatic Pistol, Caliber .45 progettata da John Browning, venne adottata come la nuova pistola standard di fanteria degli Stati Uniti. Subito dopo, si mise al lavoro per progettare una nuova pistola, ma questa volta in calibro 9 mm. Il progetto venne alla luce nel 1925, ma nel 1926, subito dopo aver completato il primo prototipo, Browning morì. Il progetto venne comunque portato avanti e nel 1927 la pistola venne brevettata negli Stati Uniti, ma a causa della grande depressione, il progetto venne accantonato.
In seguito, la Fabrique Nationale de Herstal, fabbrica d'armi statale belga, acquistò il brevetto e ne migliorò il disegno tramite Dieudonné Saive, che aggiunse, tra le altre cose, il caricatore bifilare, soluzione estremamente all'avanguardia per l'epoca (un'idea poi copiata da numerosi altri progettisti, molti anni dopo). Così, nel 1935, l'arma venne approvata ed entrò in servizio per esercito e polizia belga. 

## Il modello definitivo
La pistola, denominata P35 (Pistolet 1935), acquisì l'appellativo di Grande Puissance (grande potere) o "GP35" e venne prodotta in due versioni, una con mire fisse e una con tacca di alzo graduato fino a 500 m e attacco per un calciolo. Il calciolo era di legno, con applicata una fondina in pelle (tipo Luger LP08). A seguire, venne adottata dai paesi del Commonwealth, Gran Bretagna in testa, col soprannome di "King of Nines" (Re dei Nove, il re delle calibro 9).
La pistola funziona con il principio della canna rinculante a corto rinculo.
Nel 1940, durante la seconda guerra mondiale, il Belgio capitolò subito di fronte all'offensiva tedesca e la fabbrica venne occupata dai nazisti, che ne continuarono la produzione, sotto la denominazione ufficiale di Pistole 640(b). I tedeschi utilizzavano questa pistola come arma di prima linea, in quanto il suo calibro corrispondeva a quello standard adottato per le loro pistole. Gli inglesi, invece, ne commissionarono la produzione ad un produttore canadese, la John Inglis and Company. Durante e dopo la guerra, numerosi altri eserciti ne adottarono l'uso, tra cui Lituania, Paesi Bassi, Cina nazionalista e Romania. Dopo la guerra, l'esercito danese acquistò alcune Browning HP, denominandole Modello 46. La Browning fu prodotta anche (probabilmente senza alcuna licenza), nell'arsenale indonesiano di Bandung, sull'isola di Giava.

## Impiego operativo
La Browning HP fu impiegata durante la seconda guerra mondiale sia dagli Alleati che dalle Potenze dell'Asse. Dopo l'occupazione del Belgio nel 1940, la Wehrmacht prese il controllo degli impianti della FN ed immise in servizio gli esemplari di preda bellica come Pistole 640(b) ("b" per belgisch, belga). Gli esemplari di nuova produzione realizzati dopo l'occupazione ricevettero il marchio di accettazione Waffenamt WaA613. Nelle forze armate tedesche fu impiegato soprattutto dalle Waffen-SS e dai Fallschirmjäger.
La HP fu prodotta anche in Canada per le esigenze degli Alleati, dalla John Inglis and Company di Toronto. I macchinari furono trasferiti in Gran Bretagna dagli impianti FN quando fu chiaro che questi stavano per cadere nelle mani dei tedeschi, permettendo alla Inglis di iniziare continuare la produzione. La Inglis produsse due versioni della HP, una con la tacca di mira regolabile e calcio staccabile (realizzata per un contratto con il Kuomintang) ed una con tacca fissa. La produzione iniziò nel 1944 e l'arma venne impiegata nell'Operazione Varsity. La pistola godette di popolarità anche tra le truppe aerotrasportate inglesi e presso i commando come Special Operations Executive (SOE), Office of Strategic Services (OSS) e Special Air Service (SAS).

## Varianti
calibro 9 mm Parabellum
- Fn Browning HP 35 Pistola semiautomatica, lunghezza 197 mm, altezza 130 mm, spessore 36 mm, lunghezza canna 118,5 mm, lunghezza linea di mira 159 mm, 13/20 colpi, peso scarica 915 gr (13 colpi), peso carica 1070 gr (13 colpi)
- Fn Browning Vigilante 1001 Pistola semiautomatica, lunghezza 197 mm, altezza 130 mm, spessore 36 mm, lunghezza canna 118,5 mm, lunghezza linea di mira 159 mm, 13/20 colpi, peso scarica 900 gr (13 colpi), peso carica 1055 gr (13 colpi)
- Fn Browning Competition pistola semiautomatica, lunghezza 230 mm, altezza 130 mm, spessore 36 mm, lunghezza canna 150 mm, lunghezza linea di mira 190 mm, 13/20 colpi, peso scarica 1040 gr (13 colpi), peso carica 1195 gr (13 colpi)
- fn Browning MK2 pistola semiautomatica, lunghezza 200 mm, altezza 130 mm, spessore 36 mm, lunghezza canna 118,5 mm, lunghezza linea di mira 159 mm, 13/20 colpi, peso scarica 950 gr (13 colpi), peso carica 1105 gr (13 colpi)
- Fn Browning MK3 pistola semiautomatica, lunghezza 200 mm, altezza 130 mm, spessore 36 mm, lunghezza canna 118,5 mm, lunghezza linea di mira 159 mm, 13/20 colpi, peso scarica 930 gr (13 colpi), peso carica 1085 gr (13 colpi)
- Fn Browning da 9 Standard pistola semiautomatica, lunghezza 200 mm, altezza 134 mm circa, spessore 36 mm, lunghezza canna 118,5 mm, lunghezza linea di mira 160 mm, 14 colpi, peso scarica 915 gr, peso carica 1070 gr
- Fn Browning da 9 Medium pistola semiautomatica, lunghezza 176 mm, altezza 130 mm circa, spessore 36 mm, lunghezza canna 96 mm, lunghezza linea di mira 160 mm, 14 colpi, peso scarica 840 gr, peso carica 995 gr
- Fn Browning da 9 Compact pistola semiautomatica, lunghezza 176 mm, altezza 100 mm circa, spessore 36 mm, lunghezza canna 96 mm, lunghezza linea di mira 160 mm, 7 colpi, peso scarica 740 gr circa, peso carica 815 gr circa
- Fn Browning DM (Double Mode) pistola semiautomatica, lunghezza 200 mm, altezza 130 mm, spessore 36 mm, lunghezza canna 120 mm, lunghezza linea di mira 160 mm, 15 colpi, peso scarica 850 gr, peso carica 1030 gr

calibro 9 × 21 mm IMI
- Fn browning MK2 Portoghese pistola semiautomatica, lunghezza 197 mm, altezza 130 mm, spessore 36 mm, lunghezza canna 118,5 mm, lunghezza linea di mira 159 mm, 13/20 colpi, peso scarica 900 gr (13 colpi), peso carica 1070 gr (13 colpi)

## La Browning HP nella cultura di massa
- In ambito videoludico, la HP è tra le armi che compaiono nel videogioco Fallout: New Vegas (dove viene denominata 9mm Pistol), Tom Clancy's Rainbow Six Siege in versione Mark I 9mm.[2].
- Nei primi cinque capitoli della saga videoludica Tomb Raider, la protagonista Lara Croft possiede una coppia di Browning HP nichelate come arma principale.[3]
- In ambito cinematografico, la HP compare nei film I soliti sospetti (in versione MK3)[4], Beverly Hills Cop[5], Il silenzio degli innocenti[6], Casino Royale[7] e True Lies.
- In ambito anime, la HP compare in Hellsing[8] e in Black Lagoon[9] e nel manga Ichi The Killer.